# Xàtiva (stacja kolejowa)
Xàtiva (hiszp: Estación de Játiva) – stacja kolejowa w Xàtiva, w prowincji Walencja, we wspólnocie autonomicznej Walencja, w Hiszpanii. Stacja znajduje się na linii La Encina – Walencja (km 57.2), oraz na linii Xàtiva – Alcoy, pomiędzy miastem i strefą przemysłową Xativa, w pobliżu Avenida Ausías March.
Na stacji zatrzymują się pociągi dalekobieżne, Media Distancia Renfe L-1, L-3 i L-4 i linii C-2 Cercanías Valencia.
| Początek/Kierunek | < stacja                  | linia | stacja >                   | Koniec/Kierunek                    |
| ----------------- | ------------------------- | ----- | -------------------------- | ---------------------------------- |
| València Norte    | Manuel-l’Énova Carcagente |       | koniec Alcudia de Crespins | koniec Alcudia de Crespins Moixent |